# Macrocoma carbonaria
Macrocoma carbonaria é uma espécie de escaravelho de folha da Argélia, descrito por Édouard Lefèvre em 1876.